# Хартфорд (окръг, Кънектикът)
Вижте пояснителната страница за други значения на Хартфорд.
Окръг Хартфорд (на английски: Hartford County) е окръг в щата Кънектикът, Съединени американски щати. Площта му е 1945 km², а населението – 892 389 души (2016). Административен център няма, тъй като след 1960 г. окръзите в Кънектикът нямат окръжна управа.